# Margites grisescens
Margites grisescens là một loài bọ cánh cứng trong họ Cerambycidae.